# Paul Mescal
Paul Colm Michael Mescal (Maynooth, Irska, 2. veljače 1996.) irski je glumac.
Rođen je i odrastao u Maynoothu, okrug Kildare, 2. veljače 1996. Sin je policajca i učiteljice. Paul je najstariji od troje djece: ima mlađeg brata po imenu Donnacha i mlađu sestru po imenu Nell, koja je pjevačica. .
Prije nego što je počeo glumiti, bio je igrač irskoga nogometa i igrao za Kildare i Maynooth na poziciji braniča. Njegov bivši trener Cian O'Neill opisao ga je: “Vrlo zreo za nekoga tako mladog. Fizički je bio vrlo jak. Bio je izuzetan strijelac.”  Nakon ozljede čeljusti, Paul je bio prisiljen napustiti sport. Godine 2017. diplomirao je umjetnost na Sveučilištu Trinity College u Dublinu.
Godine 2020. glumio je u TV seriji „Normalni ljudi”, a za svoju je izvedbu dobio nominaciju za nagradu „Primetime Emmy Awards” za najboljeg glavnog glumca u miniseriji ili TV filmu te je osvojio televizijsku nagradu Britanske akademije (BAFTA TV nagrade) za najboljeg glumca. Iste godine pojavio se i u videospotu za singl Rolling Stonesa „Scarlet”.
Godine 2021. debitirao je na velikom platnu s filmom „Mračna kći” redateljice Maggie Gyllenhaal. Godine 2022. glumio je u dva filma u konkurenciji Filmskog festivala u Cannesu „Poslije sunca” (njegova prva nominacija za Oscara za najboljeg glumca na 95. dodjeli Oscara 2023. godine) i „Božja stvorenja”, te je glumio i u filmu „Carmen”. U prosincu iste godine vratio se na londonsku pozornicu u ulozi Stanleya u „Tramvaju zvanom želja” u kazalištu Almeida i za svoju izvedbu osvojio nagradu Laurence Olivier za najboljeg glumca. Sljedeće godine pridružio se Saoirse Ronan u filmu „Neprijatelj” i Andrewu Scottu u filmu „Stranci”, za koji je osvojio Nagradu britanskog nezavisnog filma za najbolju sporednu ulogu. 
Glumi glavnu ulogu u spektaklu „Gladijator 2” redatelja Ridleya Scotta 2024. godine.